# Course à l'œuf
La course à l'œuf, la course à la cuillère ou le jeu de l'œuf et de la cuillère (anglais : Egg-and-spoon race ; néerlandais : eierlopen) est un jeu sportif se pratiquant avec une cuillère et un œuf (ou un autre aliment).

## Déroulement  et matériel
Dans la course à l'œuf, chaque enfant pose un œuf dans une cuillère avant de prendre le départ de la course. Dans une variante, l'œuf peut être remplacé par du liquide ou une pomme de terre, et l'œuf est souvent un œuf dur La cuillère peut être mise dans la bouche ou portée dans la main
Des fabricants proposent des sets de jeux, où les cuillères et les œufs sont en plastique,

## Galerie

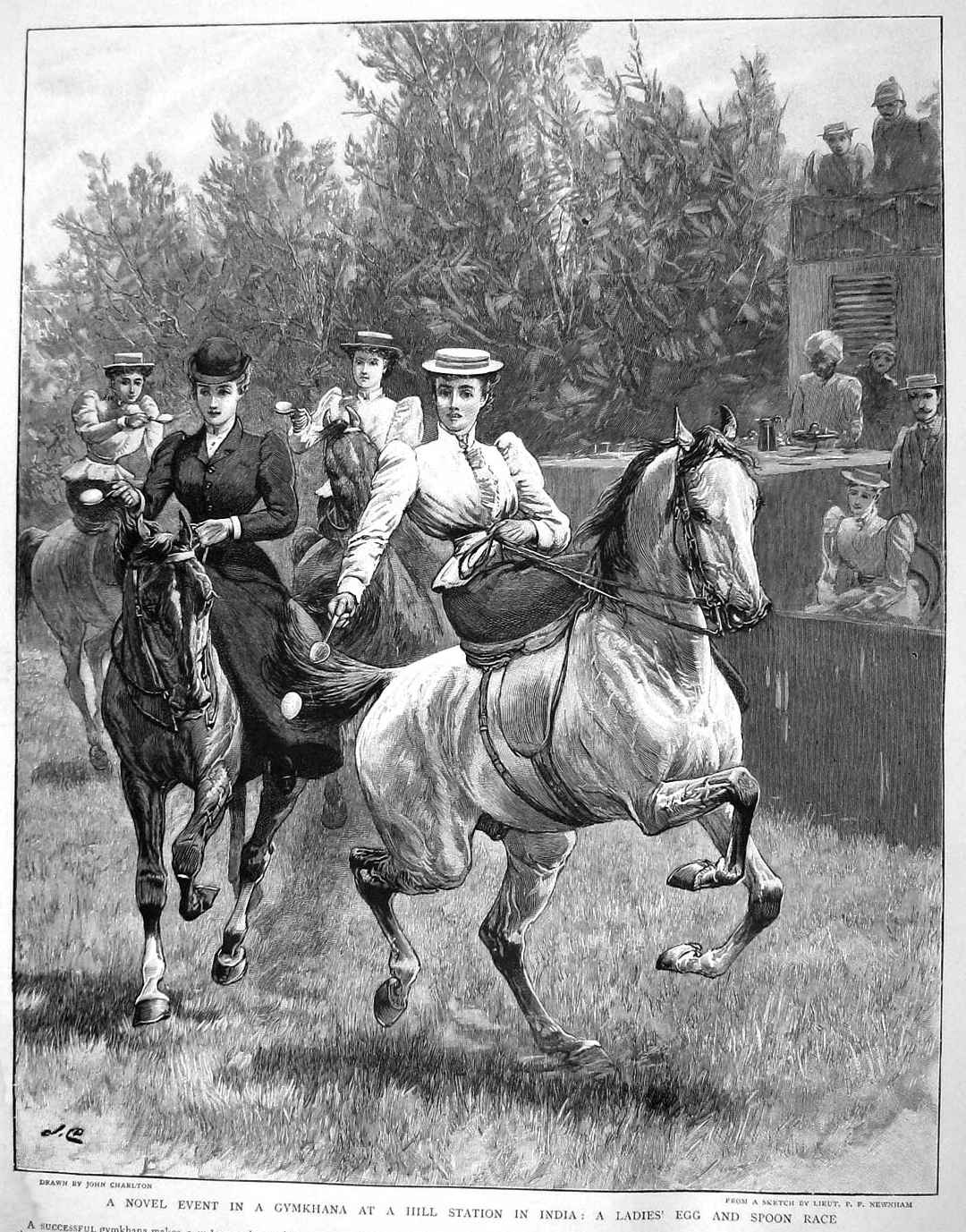
Pour ajouter une difficulté supplémentaire, la course peut se faire à cheval. Gymkhana de 1895
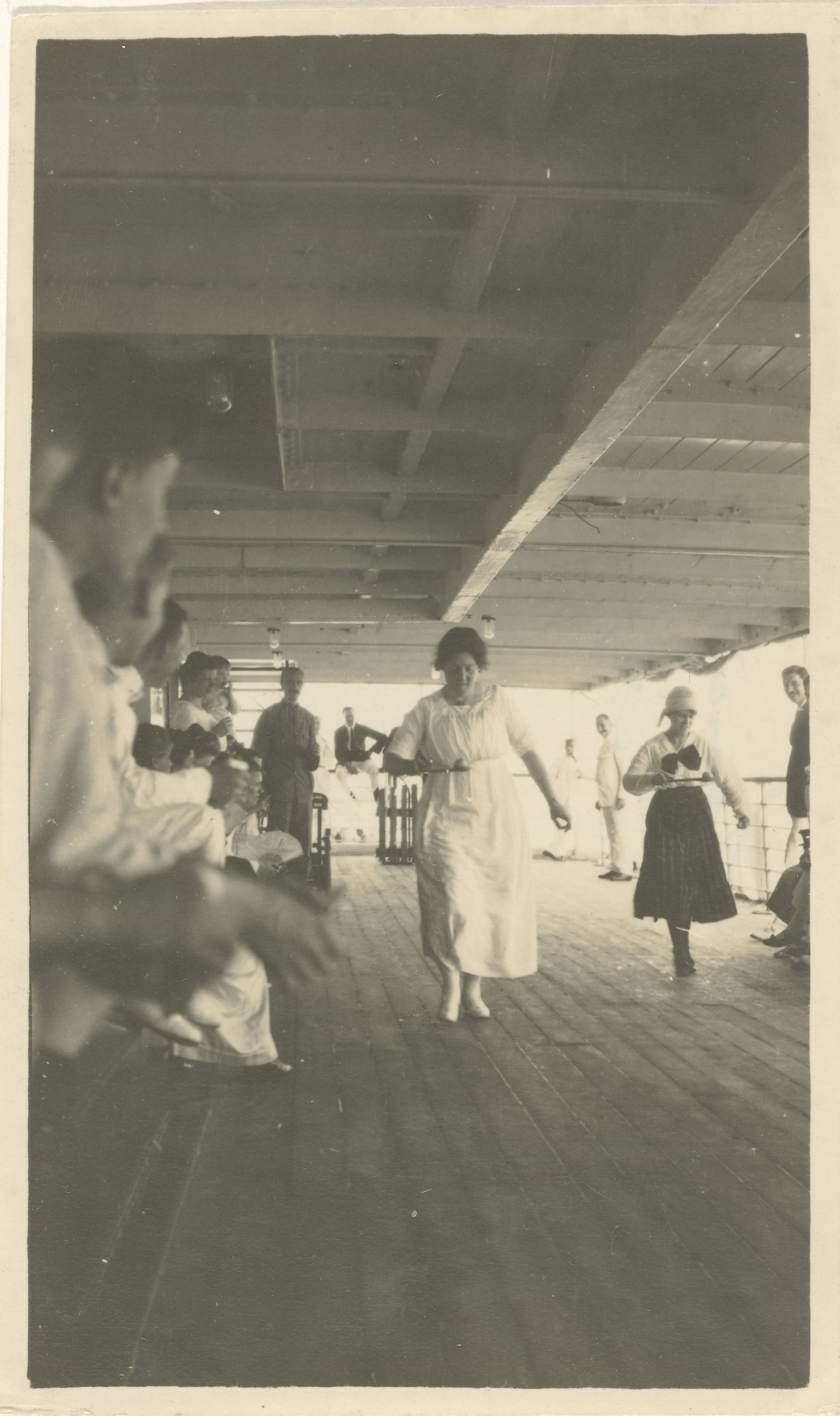
À bord d'un navire, entre 1920 et 1940
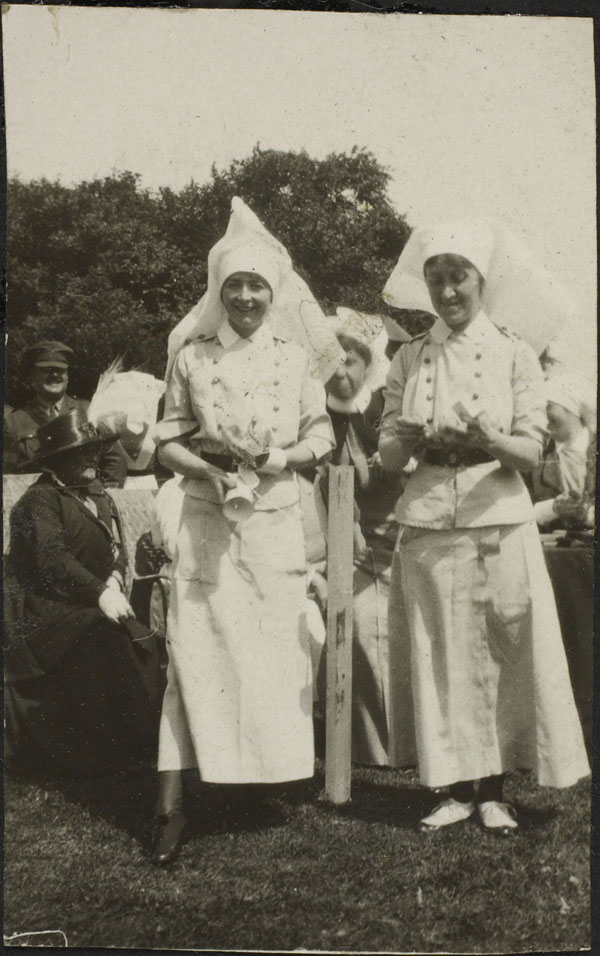
Infirmières militaires participant à une course de l'œuf lors de la fête du Dominion, Hôpital général canadien no 2, Le Tréport, juillet 1917
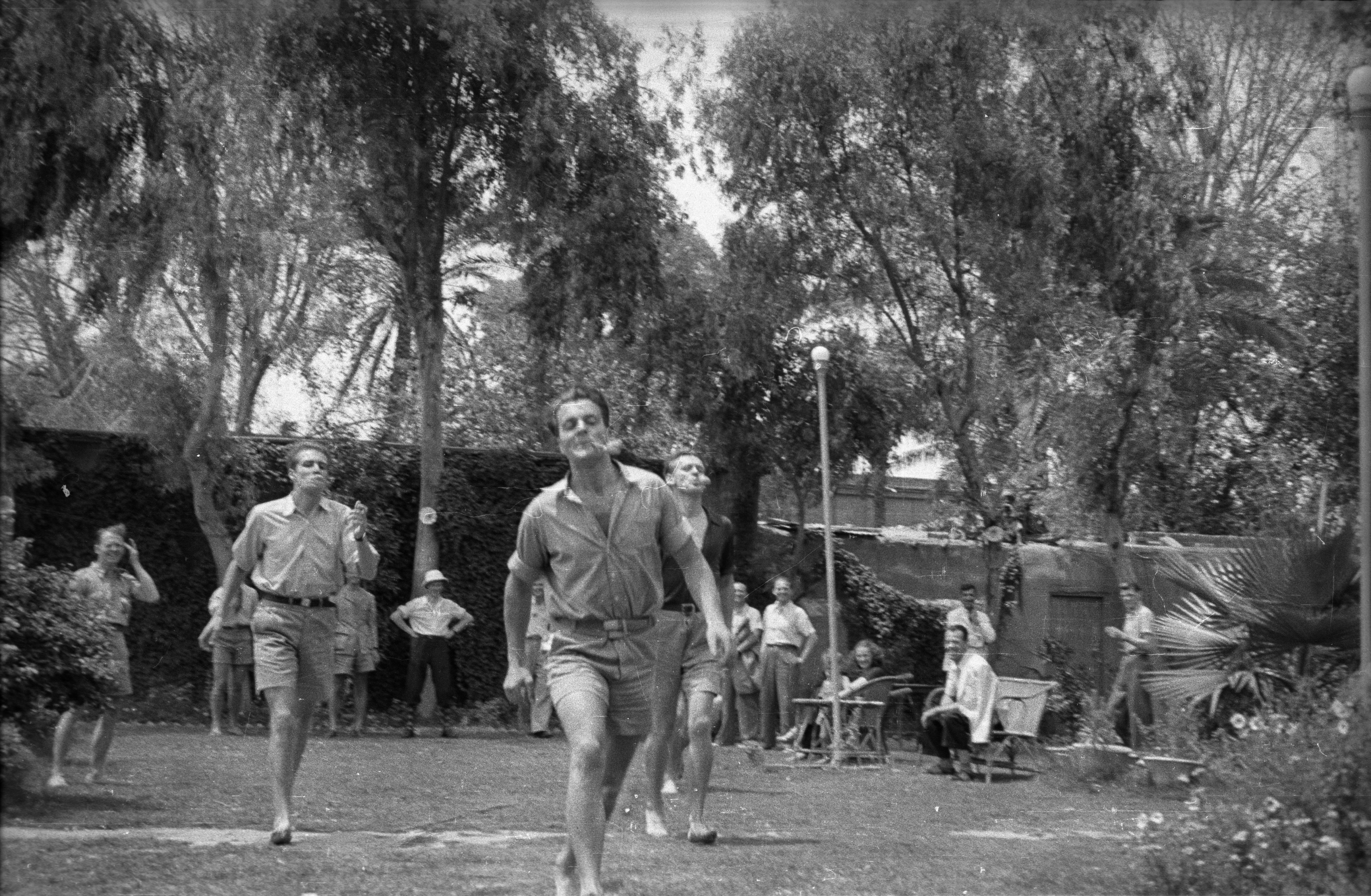
Norvégiens à Bagdad lors des célébrations du jour de la Constitution. Photo de Finn Bergan (no), mai 1941
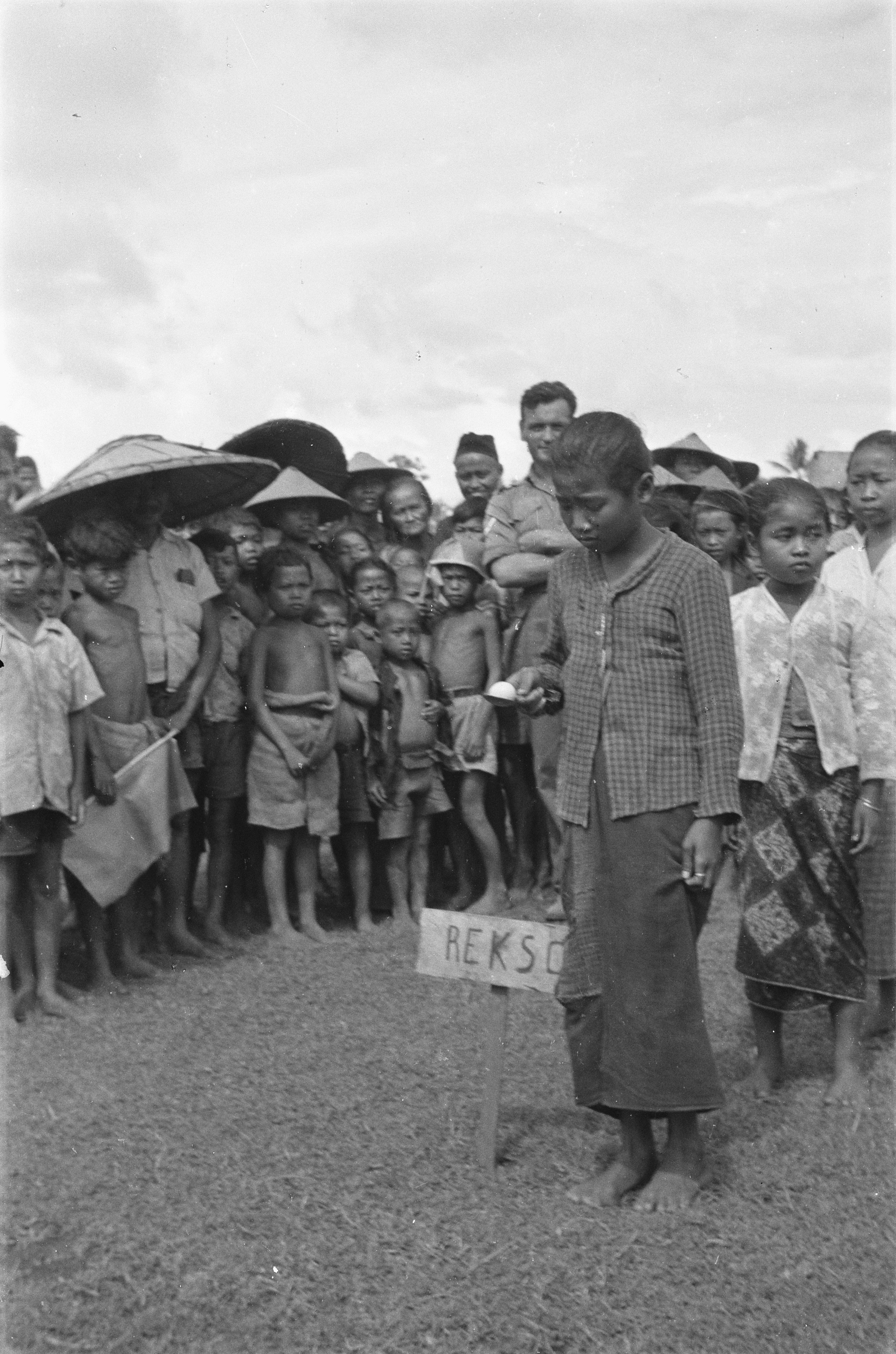
Indes orientales néerlandaises, 1947
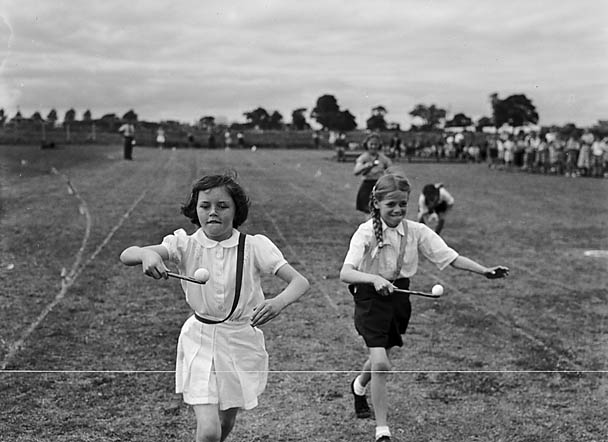
Harlescott [Junior] School Sports, Pays de Galles, juillet 1952. Photo de Geoff Charles (en)

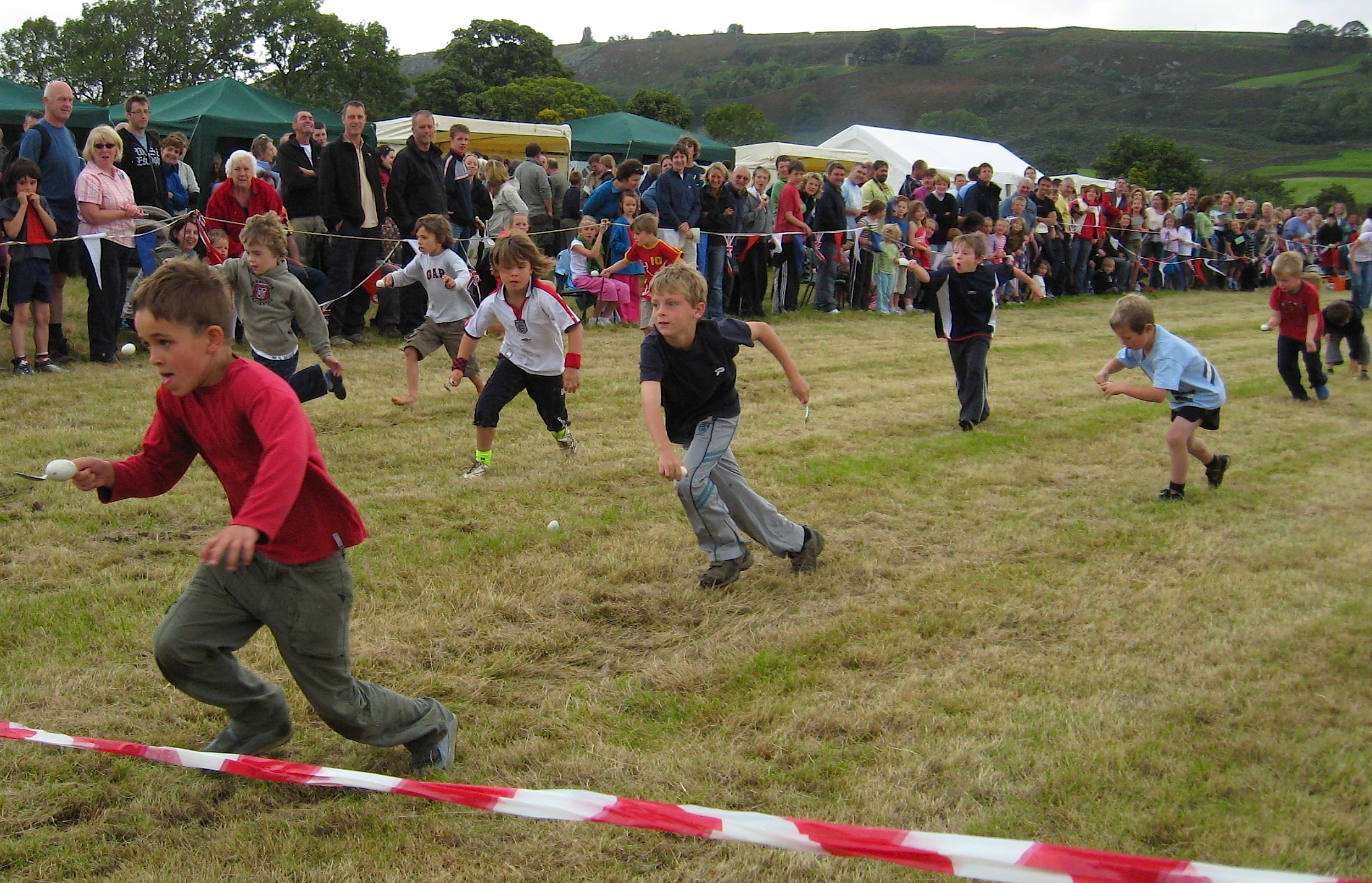
Journée des sports de Hebden, Hebden, Yorkshire. 2008
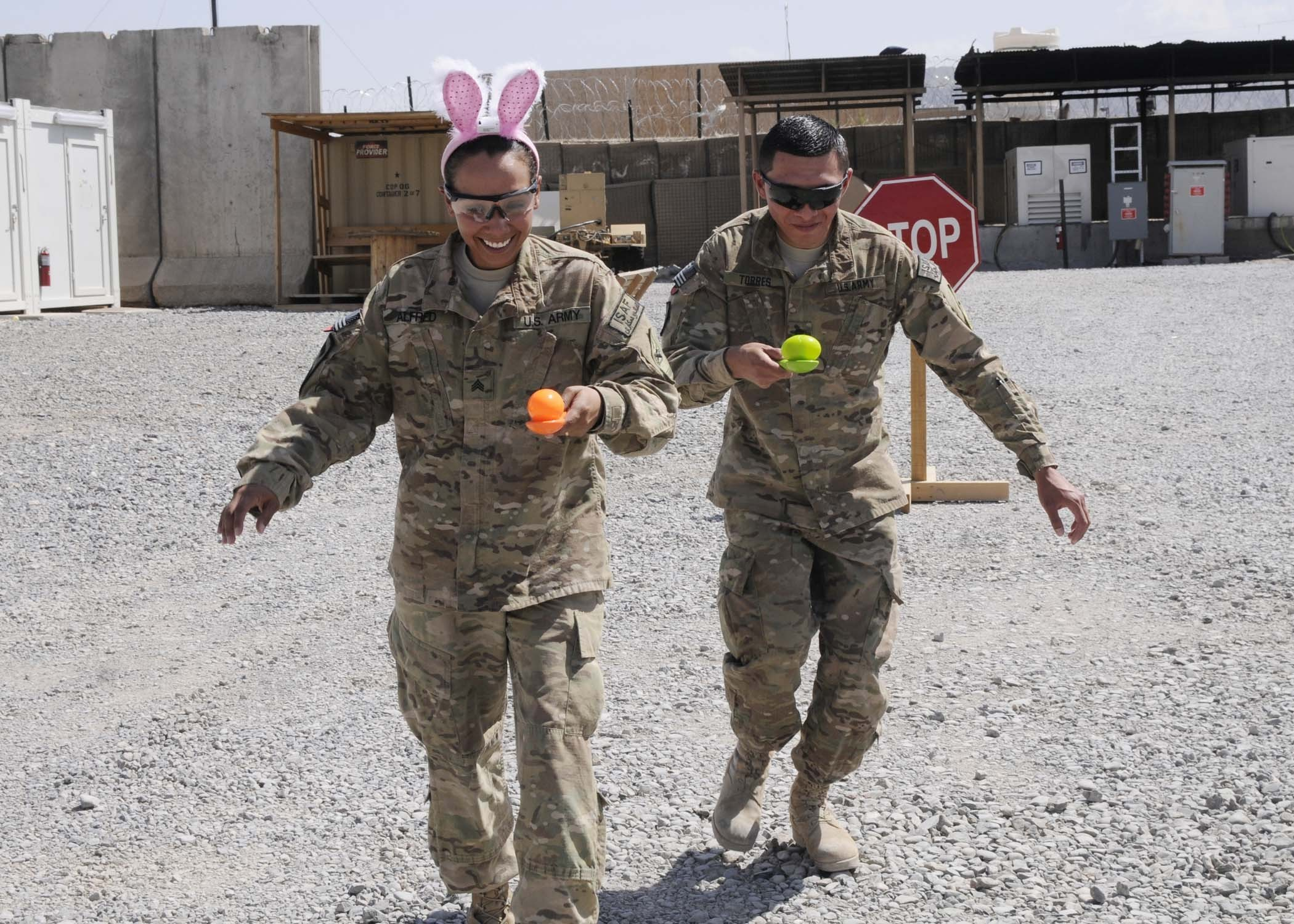
Soldats américains stationnés en Afghanistan dans une course à l'œuf (avec un set de jeu en plastique) à l'occasion de Pâques. 2013
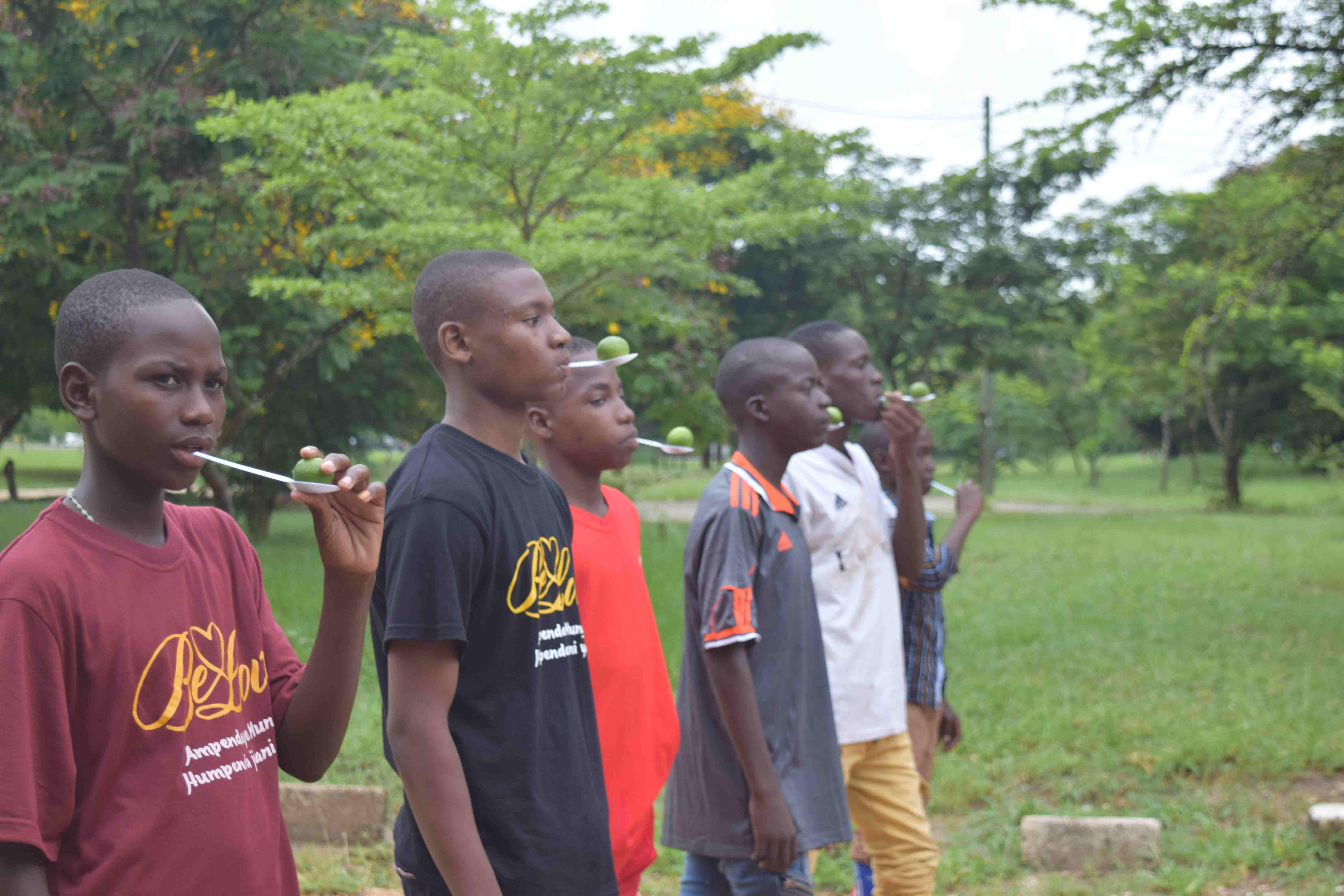
Course effectuée avec des citrons. Tanzanie, 2017